# Remix (canción de Daddy Yankee)
«Remix» es remix 
Fue escrita por Daddy Yankee, los productores puertorriqueños Roberto "Nekxum" Figueroa, Ovimael "OMB" Maldonado y Ángel "JBD" Barbosa y el rapero puertorriqueño Pusho, y fue producida por Daddy Yankee, Nekxum, OMB y JBD.
Es una canción de reguetón sobre exaltar los atributos de las mujeres con implantes de senos y glúteos, una alegoría para que las versiones remix sean mejores que las originales. Comercialmente, "Remix" alcanzó el número 147 en el Billboard Global 200, así como el número uno en Puerto Rico y México de Monitor Latino y la lista Latin Airplay de EE. UU., así como el número cinco en Honduras. También alcanzó su punto máximo dentro del top 40 en Chile y España y recibió una certificación de platino latino en los Estados Unidos.

## Fondo y composición
«Remix» fue escrita por Daddy Yankee, Roberto "Nekxum" Figueroa, Ovimael "OMB" Maldonado, Ángel "JBD" Barbosa y el rapero Pusho, y fue producido y programado por Daddy Yankee, Nekxum, OMB y JBD. Fue grabado y mezclado por OMB y masterizado por el ingeniero de audio estadounidense Michael Fuller. Es una canción de reguetón con una duración de dos minutos y cuarenta y tres segundos y su letra trata de exaltar los atributos de las mujeres con implantes mamarios y glúteos una alegoría de que las versiones remixadas son mejores que las originales e incluye una muestra del estribillo del sencillo «Impacto» de Daddy Yankee (2007).

## Desempeño comercial
Tras el lanzamiento de Legendaddy de Daddy Yankee, "Remix" debutó en el número 147 en el Billboard Global 200 y estuvo en las listas durante una semana, convirtiéndose en la tercera canción con el récord más alto en la lista después de «X última vez» y «Rumbatón». Fue la segunda pista con las listas más altas del álbum en los Estados Unidos, alcanzando los números 13 y 17 en las listas Hot Latin Songs y Bubbling Under Hot 100 deBillboard respectivamente, así como el número uno en Latin Airplay. Recibió una certificación de platino latino por parte de la Recording Industry Association of America (RIAA) el 26 de mayo de 2022 por unidades de más de 60,000 transmisiones equivalentes a pistas. En los países de habla hispana, alcanzó el puesto número uno en Puerto Rico y Monitor Latino de México durante tres y dos semanas, respectivamente, y alcanzó el número cinco en Honduras. También alcanzó el puesto 13 y 38 en Chile y España, respectivamente, y el puesto 25 en el top 100 mensual de Paraguay.

## Video musical
El video musical fue uno de los 9 que se estrenaron simultáneamente con el lanzamiento de Legendaddy el 24 de marzo de 2022. En el video se representan apariciones de Daddy Yankee cantando la canción y bailando y con apariciones de mujeres perreando y bailando.

## Espectáculos en vivo
"Remix" fue incluido en el setlist de la gira de conciertos de despedida de Daddy Yankee, La Última Vuelta.

## Créditos y personal
- JBD – productor, programación, composición
- Michael Fuller – ingeniero de masterización
- Nekxum – productor, programación, composición
- OMB – productor, programador, ingeniero de grabación, ingeniero de mezcla, compositor
- Pusho – composición de canción
- Daddy Yankee – voz, productor, programación, composición

## Posicionamiento en listas
| Lista (2022)                     | Mejor posición |
| -------------------------------- | -------------- |
| Chile Songs (Billboard)          | 13             |
| El Salvador (Monitor Latino)     | 17             |
| España Top 100 (Promusicae)      | 38             |
| Estados Unidos (Hot Latin Songs) | 13             |
| Global 200 (Billboard)           | 147            |
| Honduras (Monitor Latino)        | 5              |
| México (Monitor Latino)          | 1              |
| Puerto Rico (Monitor Latino)     | 1              |

| Lista (2022)   | Mejor posición |
| -------------- | -------------- |
| Paraguay (SGP) | 25             |

| Lista (2022)                    | Posición |
| ------------------------------- | -------- |
| América Latina (Monitor Latino) | 57       |
| Honduras (Monitor Latino)       | 11       |
| EU Hot Latin Songs (Billboard)  | 70       |
| EU Latin Airplay (Billboard)    | 10       |
| México (Monitor Latino)         | 65       |
| Nicaragua (Monitor Latino)      | 84       |
| Paraguay (Monitor Latino)       | 99       |
| Puerto Rico (Monitor Latino)    | 1        |

## Certificaciones
| Región                | Certificación    | Unidades certificadas/ventas |
| --------------------- | ---------------- | ---------------------------- |
| Estados Unidos (RIAA) | Platinum (Latin) | 60,000                       |